# Милан Влајчић
Милан Влајчић (Београд, 23. август 1939 — Београд, 9. фебруар 2022) био је српски новинар, књижевник, књижевни и филмски критичар.

## Биографија
Рођен је у породици индустријалца Михајла Влајчића и историчарке уметности Вере Влајчић.
Он је дипломирао општу књижевност са теоријом књижевност на Филолошком факултету Универзитета у Београду.
Са објављивањем критике и других публикација почео 1960. године у часопису Дело и другим часописима.
Уређивао је културне рубрике Студента и Младости, књижевне листове и часописе Видици, Гледишта и Књижевни гласник (издавачка кућа Откровење).
Од 1970. као новинар и уредник дневног листа Политике писао је о позоришну, телевизијску и радио-критику, а радио је као стални филмски критичар тог листа од 1985-2004. Потом је од 2014. радио као филмски критичар и културни коментатор дневног листа Блиц и портала Нова.
Влајчић је био један од водећих хроничара ФЕСТ-а.
Један од оснивача је и први председник Суда новинске части у Независном удружењу новинара Србије (НУНС), члан је Српског књижевног друштва (СКД) и српског Пен-Центра, Међународне асоцијације филмских критичара ФИПРЕСЦИ (Минхен), академија АФУН и ПАНУ.
Био је члан међународних жирија на филмским фестивалима у Кану, Берлину, Венецији, Монреалу, Бечу, Минхену, Кракову и Монпељеу. У два мандата био је члан НИН-овог жирија и четири пута председник жирија.
Новчани износ добијен уз Награду фондације Тања Петровић (500 евра) уступио је Радионици интеграције коју води глумац Предраг Мики Манојловић.
Говорио је енглески и француски језик, служио се шпанским, италијанским и немачким. Био је у браку са Душком Максимовић.
Његов легат поклоњен је Народној библиотеци Србије јуна 2022. године, а један легат је отворен у Југословенској кинотеци марта 2023. године.

## Награде
- Награда Фондације Тања Петровић, 2014.
- Награда за најбољу југословенску филмску критику на конкурсу Морава-филма (Београд), 1977. године[1]
- Награда „Милан Богдановић” за 1981. годину – за најбољу новинску књижевну критику у новинама, на радију и ТВ[1]
- Награда „Душан – Дуда Тимотијевић” (коју додељује недељни лист ТВ новости), за најбољу телевизијску критику у југословенским медијима у 1984. години[1]
- Награда „Златно перо” (коју додељује Институт за филм у Београду), за најбољу филмску критику у југословенским медијима у 1988. години[1]
- Награда Златни беочуг града Београда 2000. године за трајни допринос култури[1]
- Награда Браћа Карић за допринос културном новинарству, за 2003. годину[1]
- Награда „Небојша Поповић“ 2018 (Културни центар Београда, Филмски центар Србије, Југословенска кинотека) за трајни допринос филмској култури[6]
- Награда Животни стил 2018 (независна кућа Фабрика) за допринос култури Србије[6]

## Дела
- Попришта (Независна издања арх. С. Машића)[1]
- Једном и никад више (библиотека 20. век, БИГЗ, 1979)[1]
- Ћути и пливај даље (библиотека Грифон, Народна књига, 1983)[1]
- Пристрасна лектира (Рад, Београд)[1]
- Узводно од Џимија Барке (Културни центар, Ниш, 2001)[1]
- Ноћ у Казабланки (Откровење, Београд, 2001)[1]
- Фест, одбројавање (Градска скупштина, Београд, 2002)[1]
- Легенда о зиду (Ков, Вршац, 2008)[1]
- Градска шетња (Ков, Вршац, 2010)[1]
- Поглед из огледала (Kukić Edition, Чачак, 2015)[7]
- Потемкинови потомци (Kukić Edition, Чачак, 2019)[7]
- Звездана прашина (Дерета, 2018)[8]
- Кавијар за сиротињу (Градац, 2022)
- Време Сутјеске, сценарио